# Gendarmerie du Chili

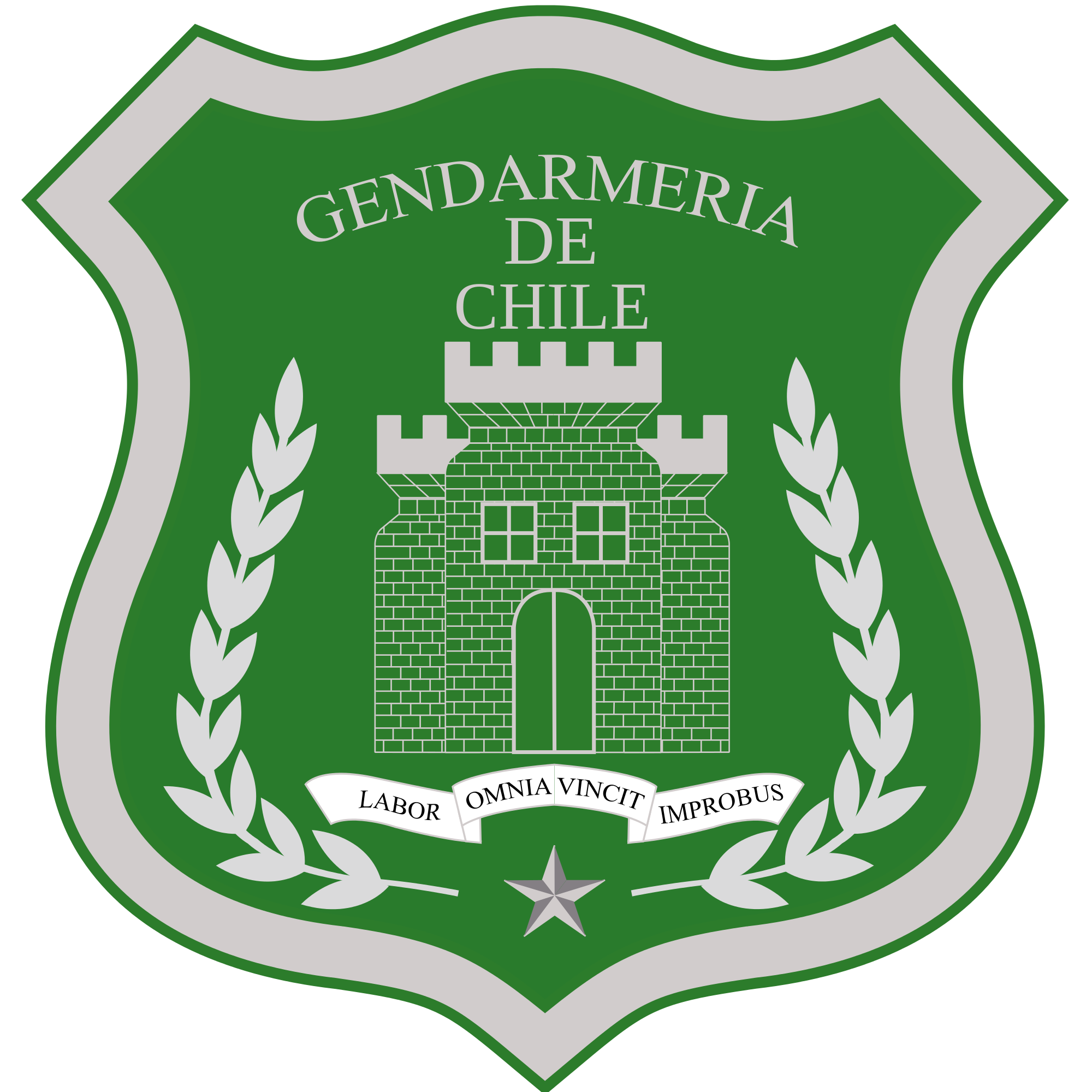
Écusson de la Gendarmerie du Chili, comportant la devise « Labor omnia vincit improbus ».

Autre écusson de la Gendarmerie du Chili, comportant la devise « Labor omnia vincit ».

La Gendarmerie du Chili est le corps chilien des gardiens de prison. Dirigée par un général, elle dépend des Forces armées.

## DuXIXesiècleà Pinochet
Ce service est institutionnalisé en 1843, sous la présidence de Manuel Bulnes, qui crée la Penitenciaría de Santiago, première prison professionnelle, fondée sous l'idéologie du panoptique. En 1871 il est séparé de l'Ejército (l'Armée), sous le nom de Guardia Especial chargée de garder les prisons. 
En 1927 il fusionne avec les forces policières du pays (les Carabineros de Chile), devenant ainsi le Servicio de Prisiones. Cependant, il faut attendre 1929 pour que le service se spécialise et se modernise avec la création de l'Escuela de Prisiones (l'école des prisons, renommée Escuela Técnica de Prisiones en 1954 et Escuela de Gendarmería de Chile General Manuel Bulnes en 1975). 
En 1975, après le coup d'État du 11 septembre 1973, le Servicio de Prisiones change son nom pour l'actuelle Gendarmería et se sépare des Carabineros de Chile. Depuis la loi de 1979, il est devenu un service de gardiennage des prisons du Chili. 

## Transition démocratique
En 1997 on a créé l'Academia Superior de Estudios Penitenciarios (académie supérieure d'études pénitentiaires).
Après l'arrivée à la droite du pouvoir, à l'occasion de l'élection présidentielle de 2010 remportée par Sebastián Piñera (Rénovation nationale), mettant fin au gouvernement de la Concertation, le nouveau directeur de la Gendarmerie, le général Iván Andrusco, dut démissionner après que son passé à la DICOMCAR, les services de sécurité des Carabineros impliqués dans le Caso Degollados (1985), fut révélé, notamment par le député communiste Hugo Gutiérrez (es) .